# Nghiên cứu

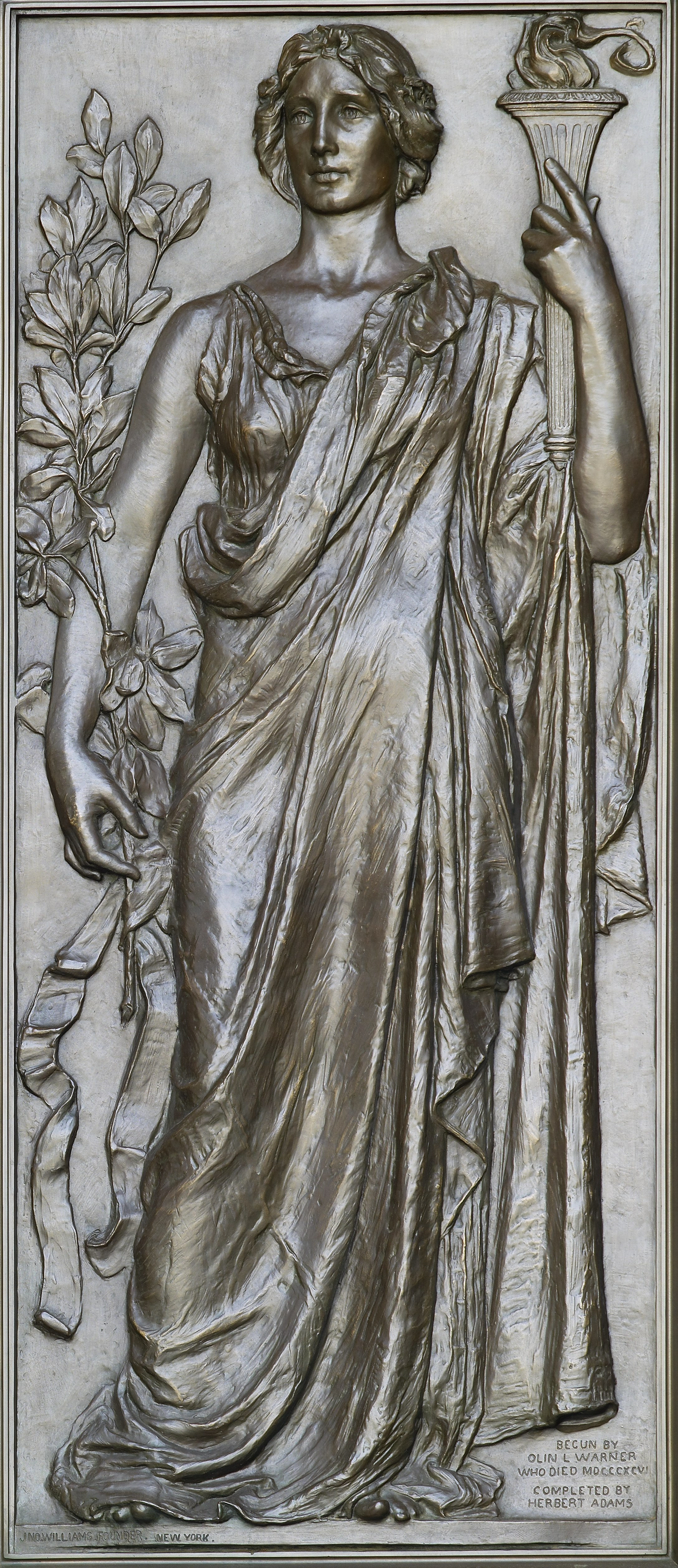
Bức phù điêu "Nghiên cứu cầm ngọn đuốc tri thức" (1896) của Olin Levi Warner, ở Tòa nhà Thomas Jefferson, Thư viện Quốc hội Hoa Kỳ.

Nghiên cứu là "hoạt động sáng tạo được thực hiện một cách có hệ thống nhằm làm giàu tri thức, bao gồm tri thức về con người, văn hóa và xã hội, và sử dụng vốn tri thức này để tạo ra những ứng dụng mới." Hoạt động nghiên cứu được dùng để thiết lập hay xác nhận các dữ kiện, tái xác nhận kết quả của công trình trước đó, giải quyết những vấn đề mới hay đang tồn tại, chứng minh các định lý, hay phát triển những lý thuyết mới. Mục đích chính yếu của nghiên cứu cơ bản (khác với nghiên cứu ứng dụng) là thu thập dữ kiện, phát kiến, diễn giải, hay nghiên cứu và phát triển những phương pháp và hệ thống vì mục tiêu thúc đẩy sự phát triển tri thức nhân loại. Các hình thức nghiên cứu bao gồm: khoa học, nhân văn, nghệ thuật, kinh tế, xã hội, kinh doanh, thị trường. Cách tiếp cận nghiên cứu trong những lĩnh vực khác nhau có thể rất khác nhau.

## Định nghĩa
Cứu có nhiều định nghĩa khác nhau về nghiên cứu. Martyn Shuttleworth cho rằng: "Theo nghĩa rộng nhất, định nghĩa của nghiên cứu bao hàm bất cứ sự thu thập dữ liệu, thông tin, và dữ kiện nào nhằm thúc đẩy tri thức." Creswell định nghĩa: "Nghiên cứu là một quá trình có các bước thu thập và phân tích thông tin nhằm gia tăng sự hiểu biết của chúng ta về một chủ đề hay một vấn đề." Nó bao gồm ba bước: Đặt câu hỏi, thu thập dữ liệu để trả lời cho câu hỏi, và trình bày câu trả lời cho câu hỏi đó. Từ điển Trực tuyến Merriam-Webster thì chi tiết hơn: Nghiên cứu là "một truy vấn hay khảo sát cẩn thận; đặc biệt: sự khảo sát hay thể nghiệm nhắm đến việc phát hiện và diễn giải sự kiện, sự thay đổi những lý thuyết hay định luật đã được chấp nhận dựa trên những dữ kiện mới, hay sự ứng dụng thực tiễn những lý thuyết hay định luật mới hay đã được thay đổi đó."

## Các hình thức nghiên cứu
Nghiên cứu khoa học dựa vào việc ứng dụng các phương pháp khoa học, khai thác trí tò mò. Hình thức nghiên cứu này cung cấp thông tin và lý thuyết khoa học nhằm giải thích bản chất và tính chất của thế giới. Nó có thể giúp tạo ra những ứng dụng thực tiễn. Hoạt động nghiên cứu khoa học được tài trợ bởi các cơ quan chính quyền, các tổ chức tài trợ, và các nhóm tư nhân, bao gồm nhiều công ty. Hoạt động nghiên cứu khoa học có thể được phân loại tùy theo lĩnh vực học thuật và ứng dụng. Nghiên cứu khoa học là một tiêu chí được sử dụng rộng rãi trong đánh giá vị thế của một cơ sở học thuật.
Nghiên cứu trong các ngành nhân văn liên quan đến những phương pháp khác nhau, chẳng hạn chú giải văn bản cổ và ký hiệu học, và một nhận thức luận khác, mang tính chất tương đối luận hơn. Các học giả trong các ngành nhân văn thường không tìm một câu trả lời đúng tối hậu cho một câu hỏi, mà khảo sát những vấn đề và đặc điểm liên quan đến câu trả lời đó. Bối cảnh ở đây rất quan trọng, và nó có thể mang tính xã hội, lịch sử, chính trị, văn hóa, hay chủng tộc. Một ví dụ về nghiên cứu trong các ngành nhân văn là nghiên cứu lịch sử, bao hàm trong phương pháp sử học. Các nhà sử học sử dụng những tài liệu gốc và những bằng chứng khác để khảo sát một cách hệ thống một chủ đề, và từ đó viết ra lịch sử theo hình thức kể lại quá khứ.
Nghiên cứu nghệ thuật còn gọi là "nghiên cứu dựa trên thực hành", có thể diễn ra khi công trình sáng tạo được xem vừa là một sự nghiên cứu vừa là một đối tượng của nghiên cứu.

## Lịch sử
Thomas Kuhn, trong cuốn sách của ông có tựa đề Cấu trúc của cách mạng khoa học, đã tìm ra một lịch sử thú vị và phân tích quá trình phát triển của nghiên cứu.

### Nghiên cứu cơ bản

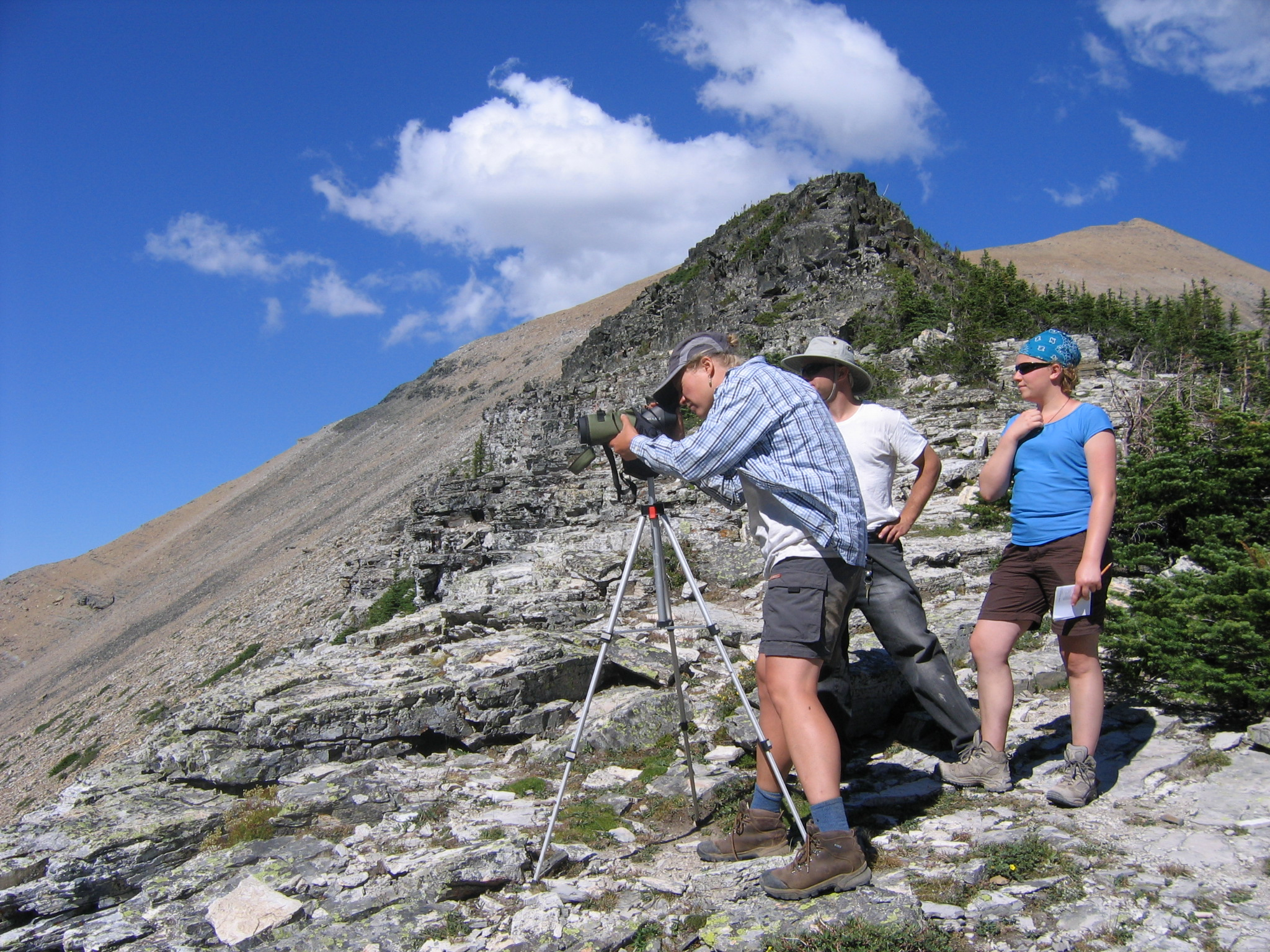
Hoạt động nghiên cứu, thu thập dữ liệu thiên nhiên

Nghiên cứu cơ bản (hay nghiên cứu nền tảng, nghiên cứu thuần túy) được thực hiện bởi sự tò mò hoặc đam mê của nhà khoa học để trả lời những câu hỏi khoa học. Động lực để thôi thúc họ là mở rộng kiến thức chứ không phải là kiếm lợi nhuận, do đó không có một lợi nhuận kinh tế nào từ kết quả của nghiên cứu cơ bản, ví dụ, mục đích khoa học cơ bản là tìm câu trả lời cho những câu hỏi đại loại như:
- Vũ trụ hình thành như thế nào? Cấu trúc của proton, neutron, nucleon bao gồm những gì?
- Có gì đặc biệt trong cấu trúc gen di truyền của loài ruồi giấm?

Phần lớn các nhà khoa học cho rằng những hiểu biết một cách cơ bản, nền tảng về tất cả các khía cạnh của khoa học là thiết yếu cho phát triển. Nói một cách khác, nghiên cứu cơ bản đặt nền tảng cho nghiên cứu ứng dụng tiếp bước. Nếu coi Nghiên cứu cơ bản là bước đi trước thì sự tiếp nối ứng dụng có thể chính là từ kết quả nghiên cứu này.
Chúng ta đã được biết đến nhiều ví dụ mà ở đó nghiên cứu cơ bản đã đóng vai trò quan trọng trong sự tiến bộ của khoa học. Dưới đây là một vài ví dụ tiêu biểu. Sự hiểu biết của chúng ta về Gen và di truyền học đạt được là do thành quả to lớn trong việc nghiên cứu Đậu Hà Lan của thầy tu Gregor Mendel vào những năm 1860 và các thí nghiệm về ruồi giấm của nhà bác học T.H. Morgan những năm đầu thế kỷ 20. Việc sử dụng đậu Hà Lan, ruồi giấm - những sinh vật có cấu trúc đơn giản sẽ dễ làm thí nghiệm hơn so với các dạng sống cao hơn. Ngày nay loài ruồi giấm vẫn được sử dụng trong nghiên cứu khoa học (ví dụ đề án Human Genome Project –Dự án về Gen người)DNA đang được xem như "chìa khóa cuộc sống". Ngày nay, cấu trúc xoắn ốc của cặp DNA đã được giảng dạy trong các trường trung học, nhưng vào đầu những năm 1950, cấu trúc của DNA mới được xác định. Bằng cách tập hợp dữ liệu từ các nghiên cứu cơ bản của các nhà khoa học khác, James Watson và Francis Crick đã khám phá ra cấu trúc tạo nên phân tử DNA vào năm 1953. Việc xác định được cấu trúc của DNA là chìa khóa quan trọng để chúng ta hiểu được cách thức hoạt động của DNA. Ngày nay, rất nhiều thiết bị điện tử (ví dụ: đài radio, máy phát điện...) được phát triển từ nghiên cứu cơ bản của nhà bác học Michael Faraday vào năm 1831. Ông ta khám phá ra nguyên lý điện từ trường, đó là mối liên hệ giữa điện và từ.
Tại viện nghiên cứu cao cấp về nguồn sáng LBNL, tia X đã được sử dụng để dò bên trong mẫu vật liệu rất nhỏ. Nhưng hiểu biết của chúng ta về tính chất của tia X đã được bắt đầu với những nghiên cứu cơ bản của Wilhelm Rontgen vào năm 1895. Năm 1931, Ernest O. Lawrence đã phát minh ra nguyên lý đầu tiên của máy gia tốc, đó là thiết bị cho phép các nhà khoa học gia tốc cho các nguyên tử đơn tới tốc độ rất lớn. Không lâu sau đó, phòng thí nghiệm quốc gia Lawrence Berkeley (LBNL) đã được thành lập. Hàng loạt các nghiên cứu cơ bản tại LBNL đã khám phá ra nhiều loại đồng vị phóng xạ. Một số đồng vị như cacbon-14, cobalt-60, hydrogen-3 (tritium), iôt-131, và tecneti-99—sau đó đã trở thành các công cụ nghiên cứu quan trọng cho các nhà khoa học trong các lĩnh vực sinh học, cổ sinh vật, và khảo cổ học, hoặc hỗ trợ đắc lực trong việc điều chế vacxin chống lại bệnh tật. Nghiên cứu về đồng vị phóng xạ tại LBNL cũng đã bao gồm cả việc tạo ra 15 nguyên tố nặng. Albert Ghiorso, người đồng phát minh tiếp 12 nguyên tố nặng, đã giải thích rằng quá trình tìm kiếm các nguyên tố mới do con người tự tạo ra là một cuộc phiêu lưu đáng giá. Mỗi nhà khoa học kể trên đã cố gắng nghiên cứu các nguyên lý cơ bản của các hiện tượng mà họ đang tìm. Chỉ đến ngày nay chúng ta mới có thể thấy được thành quả thực sự các nghiên cứu của họ!

### Nghiên cứu ứng dụng

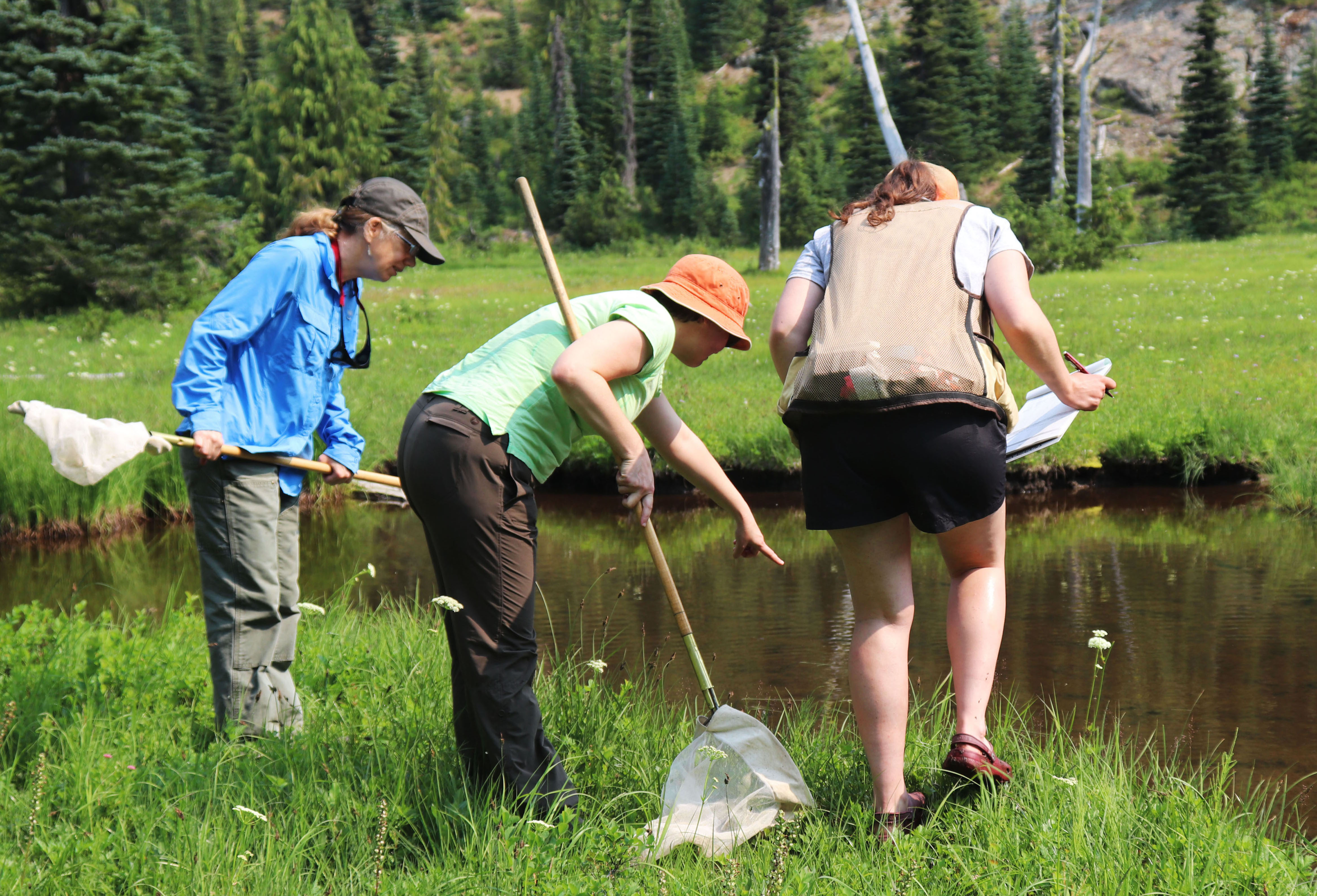
Các nhà khoa học đang nghiên cứu thực tế trên thực địa

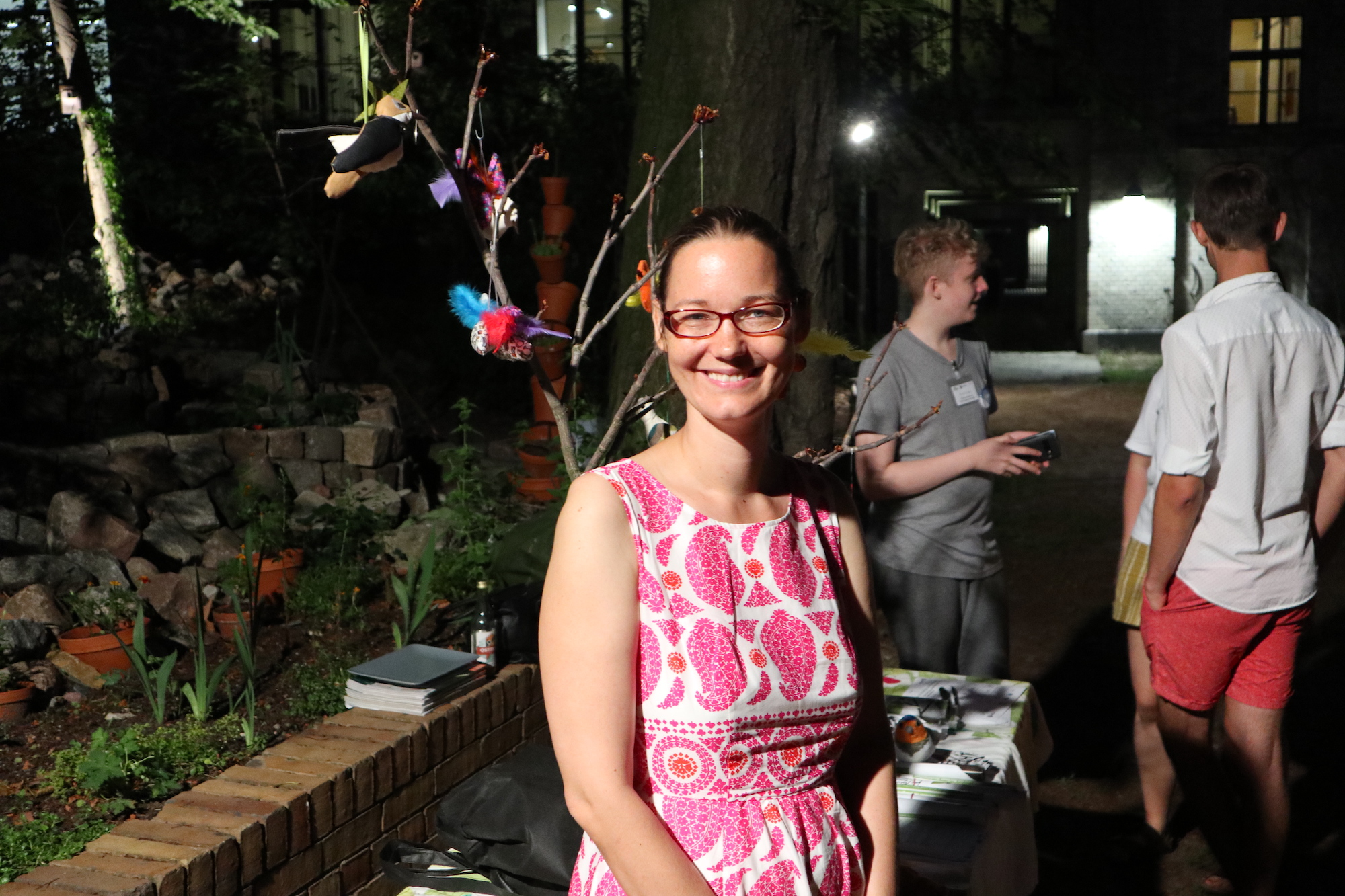
Một nhà nghiên cứu ứng dụng

Nghiên cứu ứng dụng được tiến hành để giải quyết các vấn đề thực tế của thế giới đương đại, không phải chỉ là hiểu để mà hiểu (kiến thức vị kiến thức). Có thể nói một cách khác rằng kết quả của các nhà nghiên cứu ứng dụng là để cải thiện cuộc sống con người, ví dụ, các nhà nghiên cứu ứng dụng có thể điều tra nghiên cứu các cách để:
- Nâng cao năng suất của sản xuất lương thực.
- Xử lý hoặc chữa trị một căn bệnh nào đó.
- Cải thiện hiệu quả sử dụng năng lượng trong nhà, văn phòng hoặc các mô hình khác.

Một số nhà khoa học cho rằng đã đến lúc để chúng ta nên chuyển đổi trọng tâm từ nghiên cứu cơ bản thuần túy sang khoa học ứng dụng. Theo hướng này, họ cảm thấy, rất cấp bách phải giải quyết các vấn đề từ quá tải dân số toàn cầu, ô nhiễm môi trường, cho đến sự sử dụng cạn kiệt các nguồn tài nguyên tự nhiên.
Có rất nhiều ví dụ trong quá khứ ở đó các nghiên cứu ứng dụng đã đóng góp lớn trong cuộc sống hàng ngày của chúng ta. Trong nhiều trường hợp, ứng dụng đã có một quãng thời gian dài chuyển hóa trước khi các nhà khoa học có được kiến thức tốt và cơ bản về vấn đề khoa học liên quan. (Có thể hình dung một nhà khoa học đứng trong phòng nghiên cứu với những suy nghĩ trong đầu, anh ta tự hỏi mình: "Tôi biết là nó chạy được, nhưng tôi chỉ chưa thực sự hiểu nó chạy như thế nào!"). Dưới đây là một số ví dụ:
- Trong những năm 1950, đèn chân không được sử dụng làm triode (đèn ba cực) trong các thiết bị điện tử như trong đài phát thanh. Vào năm 1948, 3 nhà nghiên cứu tại các phòng thí nghiệm Bell thuộc AT& T (John Bardeen, Walter Brattain và William Shockley) phát minh ra transistor, một loại đèn ba cực bán dẫn, sau đó đã trở thành cuộc cách mạng trong ngành công nghiệp điện tử. Sau đó 10 năm, từ transistor mà nhà nghiên cứu Jack Kilby đã phát minh ra mạch tích hợp (thường dùng trong các vi xử lý).
- Vacxin giúp chống lại các loại bệnh tật và cứu sống nhiều người mỗi năm. Lần đầu tiên vacxin được sử dụng đó là vào cuối những năm 1790. Edward Jenner đã phát triển một kỹ thuật để tạo ra vacxin cho người giúp chống lại bệnh đậu mùa, một căn bệnh đã giết chết hàng triệu người. Gần đây, Jonas Salk đã phát triển một loại vacxin bại liệt vào năm 1953; dạng viên uống của loại vacxin này đã được Albert Sabin cung cấp vào năm 1961.
- Một trường hợp may mắn nổi tiếng trong khoa học được ghi nhận vào năm 1928. Ngài Alexander Fleming trong lúc đang cố tìm các chất hóa học phản ứng như chất kháng sinh có tác dụng diệt vi khuẩn. Một mẫu Penicilin vô tình rơi vào mẫu thí nghiệm của ông ta. Ông ngay lập tức nhìn thấy rằng các vi khuẩn xung quanh mẫu không thể lớn lên được, có nghĩa là mẫu này đã cung cấp một kháng khuẩn tự nhiên. Sau nhiều năm nghiên cứu để cô lập và tinh chế, lần đầu tiên thuốc kháng sinh Penicilin được đưa vào thị trường. Fleming nói rằng: "Tự nhiên đã tạo ra Pennicilin và tôi chỉ là người tìm ra nó".
- Khóa Velcro (vải dán) đã được sử dụng thường xuyên trong vài năm gần đây. Nó đã thực sự được khám phá từ những năm 1948 bởi Georges de Mestral. Ông ta để ý thấy rằng các hạt giống của cây Cocklebur chứa những cái móc nhỏ nhằm giúp các hạt này bám lại. Mặc dù sản phẩm của ông đã được đăng ký bản quyền trong năm 1957, nhưng vẫn phải mất nhiều năm sau đó để công nghệ có thể bắt kịp và đưa khóa velcro ra thị trường với giá không quá đắt.
- Một người anh của Earnest Lawrence người sáng lập LBNL, John Laurence, đã lập ra phòng thí nghiệm Donner ở Đại học Berkeley năm 1936. Mục đích của ông là sử dụng chất đồng vị phóng xạ để chữa bệnh cho con người như các bệnh ung thư và các bệnh liên quan tới tuyến giáp. Ngày nay phòng thí nghiệm Donner được xem là nơi sản sinh ra môn y học hạt nhân. Thực tế nghiên cứu cơ bản và ứng dụng có phải khác nhau như trắng và đen không?

Sự khác biệt giữa nghiên cứu cơ bản và ứng dụng không phải luôn luôn rõ ràng. Đôi lúc nó phụ thuộc vào hoàn cảnh hay quan điểm của người đánh giá. Theo TS. Ashok Gadgil ở LBNL, một cách để nhìn nhận điều đó là hãy tìm cách trả lời câu hỏi: "Khoảng thời gian cần thiết trước khi một chương trình có kết quả thực tiễn từ nghiên cứu là bao lâu?" Nếu để sử dụng được chỉ cần một vài năm, thì nó đó được định nghĩa là nghiên cứu ứng dụng thuần túy. Nếu để có ứng dụng cần kéo dài trong khoảng 20-50 năm, thì công việc này về bản chất có khi là ứng dụng và có khi lại là cơ bản. Với một nghiên cứu không thể nào nhìn trước được là cần bao nhiêu thời gian để có thể dùng được trong thực tế, thì nó được coi là nghiên cứu cơ bản thuần túy. Ngày nay một số các nghiên cứu đặt nền tảng trên sự phát triển về lò phản ứng hạt nhân để cung cấp một nguồn năng lượng điều khiển được cho các thành phố. Đó là một thành quả ứng dụng rõ ràng trong công việc, vì đã có quá nhiều các kỹ thuật được kiểm nghiệm chắc chắn từ khoảng 30-50 năm trước khi chúng ta có thể thấy chức năng của lò phản ứng hạt nhân được sử dụng. Sự phát triển của năng lượng hạt nhân có thể nói là kết quả của nghiên cứu cơ bản và nghiên cứu ứng dụng.
Vật liệu siêu dẫn là một lĩnh vực nghiên cứu khác về vùng chồng lấn này. Phần lớn các chất dẫn điện là không thực sự hiệu quả; một lượng năng lượng bị mất để đốt nóng khi mà điện tử truyền qua vật dẫn (thường là kim loại). Vật liệu siêu dẫn là các loại vật liệu tiêu tốn rất ít hoặc không tiêu tốn năng lượng khi điện tử truyền qua chúng. Tuy nhiên, các vật liệu siêu dẫn gần đây nhất đã được làm lạnh với heli lỏng đắt tiền tới nhiệt độ dưới -2690C đã hoạt động đúng. Các vật liệu mới hơn được phát triển trong những năm gần đây cho thấy tính chất siêu dẫn tại nhiệt độ cao hơn, chỉ sử dụng ni-tơ lỏng rẻ tiền để làm lạnh. Rõ ràng là, sự phát triển của vật liệu siêu dẫn thực sự là nghiên cứu cơ bản. Tuy nhiên, khi mà vật liệu siêu dẫn được phát triển và có thể được sử dụng dễ dàng như các loại dây đồng, thì rất nhiều các ứng dụng quan trọng sẽ sớm áp dụng, bao gồm cả việc cung cấp điện hiệu quả hơn trong các thành phố.
Xu hướng nghiên cứu khoa học trong những năm gần đây: Có một chuyển dịch đáng chú ý trong "triết lý" đối với các dạng nghiên cứu đang nhận được đầu tư trong những năm gần đây. Các trường đại học nhận được phần lớn tiền đầu tư của nhà nước từ quỹ hỗ trợ đầu tư khoa học (NSF). Nghiên cứu tại phòng thí nghiệm quốc gia như Phòng thí nghiệm Lawren Berkeley thì nhận tiền đầu tư chủ yếu từ Bộ Năng lượng và Viện Nghiên cứu sức khỏe quốc gia. Quốc hội có một ảnh hưởng quyết định định hướng đầu tư cho các dạng nghiên cứu nào, bởi vì đây là nơi phân bổ ngân sách quốc gia. Một số nghị sĩ muốn giảm số tiền đầu tư cho các nghiên cứu cơ bản nào mà không thể đưa đến các ứng dụng sau một thời gian nhất định. "Triết lý" này đã dẫn đến xóa sổ dự án SSC (Super Conducting Super Collider-Máy gia tốc siêu va đập) ở Texas năm 1993. Tại LBNL kinh phí cũng đã bị cắt đối với 2 thiết bị đã có vai trò rất quan trọng trong các nghiên cứu cơ bản trước đây. Đó là máy gia tốc tuyến tính ion nặng đã từng giúp các nhà khoa học tạo ra khá nhiều các nguyên tố "nặng", còn thiết bị Bevatron đã từng đóng vai trò chính cho ngành y học hạt nhân của phòng thí nghiệm. Sự chuyển dịch trong ưu tiên quốc gia này đã tạo nên sự lo lắng lớn của nhiều nhà khoa học. Cụ thể là một nhóm 60 nhà khoa học đạt giải Nobel đã đồng ký vào một giác thư gửi đến tổng thống Clinton và tất cả các thành viên quốc hội.
Không phải tất cả các dự án lớn về nghiên cứu cơ bản đều bị cắt giảm. Dự án nghiên cứu Gen ở người (Human Genome Project-HPG) là một cuộc phiêu lưu dài ở đó toàn bộ các nhiễm sắc thể ở người sẽ được tìm hiểu bằng hai con đường chính. Hướng thứ nhất, mỗi nhiễm sắc thể sẽ được phân tích theo con đường hóa học để xác định chính xác chuỗi phân tử di truyền, thường được gọi là DNA. Hướng thứ 2, mỗi nhiễm sắc thể sẽ được lập bản đồ để xác định chính xác vị trí của mỗi gen trong nhiễm sắc thể. Tuy nhiên, để có được hiểu biết về bản chất của nhiễm sắc thể người, thì những nghiên cứu của HGP cũng được mở rộng cho các dạng sinh vật đơn giản hơn (ví dụ: ruồi giấm, giun và men). Mục tiêu cuối cùng mà chương trình mong muốn đạt tới là có thể chữa trị các căn bệnh gây ra bởi sự di truyền như là chứng xơ hóa, u và bệnh bạch cầu bằng những phương pháp mới trong y học như là liệu pháp gen chẳng hạn.
Các ngành công nghiệp ngày nay thực hiện ít các nghiên cứu cơ bản. Xuất phát từ bản chất cạnh tranh của kinh doanh trên thế giới, các nghiên cứu mang tính thương mại tập trung vào những nghiên cứu có thời gian phát triển dưới 10 năm để tạo ra sản phẩm hoặc quy trình mới. Các doanh nghiệp không thể kham nổi các nghiên cứu quá dài hạn. Kết quả là các trường đại học, các phòng thí nghiệm quốc gia (như LBNL) phải chịu trách nhiệm về các nghiên cứu cơ bản và ứng dụng dài hạn. Ví dụ, hiện tại có khá nhiều nghiên cứu ứng dụng đang được triển khai tại LBNL. "Phân ban năng lượng và môi trường" (thật ra là nó đã được đổi tên từ "phân ban các khoa học ứng dụng" trong những năm 1980) là một ví dụ chuyên về loại hình này. Các hoạt động gần đây của phân ban này bao gồm sự phát triển hệ thống làm sạch nước sử dụng bức xạ cực tím, nghiên cứu tia radon xâm nhập vào nhà cửa ra sao, phân tích sự tích tụ ôzon trong nhà cửa và chế tạo các vật liệu xây dựng tiết kiệm năng lượng cao.

### Xu hướng cho tương lai
Con người đã trở thành lực lượng thống trị hành tinh có quyền thay đổi hình dạng cũng như hoạt động của Trái Đất. Rất nhiều nhà khoa học đã lo lắng rằng trong 40 năm tới sự ô nhiễm của Trái Đất sẽ tăng nhanh đến mức mà nó không còn đủ để hỗ trợ cho cuộc sống bình thường. Ngày càng nhiều thành phố được công nghiệp hóa, các vấn đề phát sinh này– sử dụng thái quá nguồn tài nguyên, cạn kiệt nguồn năng lượng, ô nhiễm môi trường sẽ vẫn tiếp tục tăng. Các nhà khoa học lo lắng rằng hành tinh của chúng ta sẽ tiến tới mức quá giới hạn chịu đựng.
Nghiên cứu khoa học có thể giúp giải quyết những vấn đề này. Nó sẽ cần được tài trợ cho những nghiên cứu ứng dụng dài hạn – các nghiên cứu mà nó sẽ không tạo ra sản phẩm cho ngành công nghiệp quốc gia mà nó chỉ tập trung vào khả năng có thể chịu đựng của việc sử dụng tài nguyên của Trái Đất.
Giải quyết các vấn đề trên cần một tiến trình đa ngành, điều đó có nghĩa là các nhóm nhà khoa học trong các phạm vi nghiên cứu khác nhau sẽ cùng làm việc nghiên cứu đa ngành sẽ tận dụng khả năng chuyên môn của họ trong các phạm vi khác nhau (ví dụ:sinh học, địa lý, hóa học và vật lý). Nó cũng mở ra một con đường mới trong cộng đồng các nhà nghiên cứu. Tham gia đề tài nghiên cứu thuộc dạng này sẽ nhận được nhiều kinh phí tài trợ từ chính phủ như từ Bộ Năng lượng, Viện Nghiên cứu sức khỏe quốc gia, Viện Tổ chức tài trợ khoa học quốc gia. Thực tế là tiến trình này đã được thực hiện trong nhiều phòng nghiên cứu.

## Phương pháp nghiên cứu

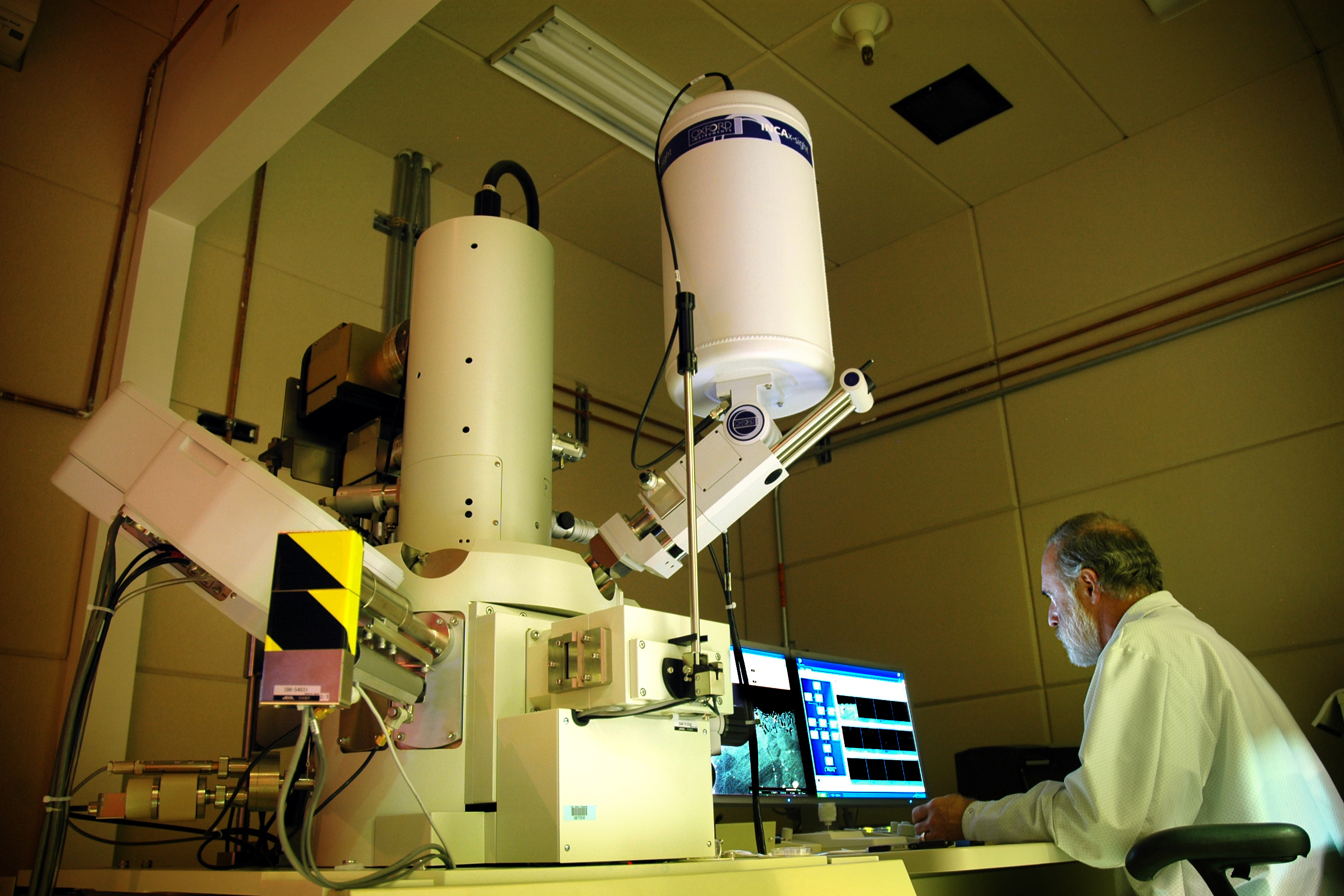
Nghiên cứu khoa học cơ bản đang được tiến hành tại Phòng thí nghiệm Kính viễn vọng điện tử.

Thông thường người ta chia ra ba dạng nghiên cứu:
- Nghiên cứu khảo sát (Exploratory research), giúp xác định câu hỏi hoặc vấn đề nghiên cứu. Ví dụ: lắp kính thiên văn mới để thám hiểm không gian, nghiên cứu chung về thực trạng béo phì tại Việt Nam để đưa ra câu hỏi nghiên cứu "ăn gạo nhiều có gây béo phì không?".
- Nghiên cứu xây dựng (Constructive research), đưa ra các lý thuyết, kiểm định lý thuyết để nhằm giải thích câu hỏi nghiên cứu. Ví dụ: áp dụng lý thuyết Tân cổ điển giải thích tại sao tăng cung tiền lại dẫn tới lạm phát.
- Nghiên cứu thực nghiệm: kiểm định lời giải mà mô hình lý thuyết đã giải, xem có đúng trong thực tế không, sử dụng các bằng chứng thực tế, ví dụ lý thuyết nói tăng cung tiền thì dẫn tới lạm phát, chúng ta kiểm định lại bằng cách thu thập dữ liệu các lần tăng cung tiền từ trước tới giờ của Mỹ, dùng kinh tế lượng và thống kê học để khẳng định lại giả thuyết: "tăng cung tiền sẽ dẫn tới lạm phát". Câu trả lời có thể khẳng định lý thuyết đúng, nhưng cũng có thể phủ định lý thuyết.

Còn có thể chia phương pháp nghiên cứu thành: 
- Sử dụng dữ liệu sơ cấp (primary research): lục tìm các tài liệu, dữ liệu gốc chưa có ai xử lý hoặc tổng hợp chúng. Ví dụ: nghiên cứu các tài liệu Hán Nôm để phát hiện các sự kiện lịch sử.
- Sử dụng dữ liệu thứ cấp (secondary research): sử dụng lại các dữ liệu đã được tổng hợp biên soạn lại. Ví dụ: dùng các dữ liệu của Tổng cục Thống kê đã đăng tải (các dữ liệu đã được TCTK thu thập từ nguồn sơ cấp và tổng hợp thành các bảng biểu) để kiểm định giả thuyết: Dự án xóa đói giảm nghèo đã phát huy hiệu quả, hay: tác động của chính sách kế hoạch hóa gia đình là đáng kể.

Có thể chia phương pháp nghiên cứu thành:
- Nghiên cứu định tính (qualitative research): nghiên cứu mang tính mô tả nhiều hơn, chủ yếu về nghiên cứu ứng xử con người, ví dụ trong xã hội học, không có nhiều con số thống kê.
- Nghiên cứu định lượng (quantitative research): nghiên cứu sử dụng nhiều số liệu thống kê, chạy các mô hình kinh tế lượng (econometrics) để đánh giá tương quan giữa các biến số. Cũng bao gồm các nghiên cứu thí nghiệm (lặp đi lặp lại nhiều lần một thí nghiệm để khẳng định giả thuyết sử dụng quy luật số lớn), điều tra survey diện rộng.

## Quá trình nghiên cứu

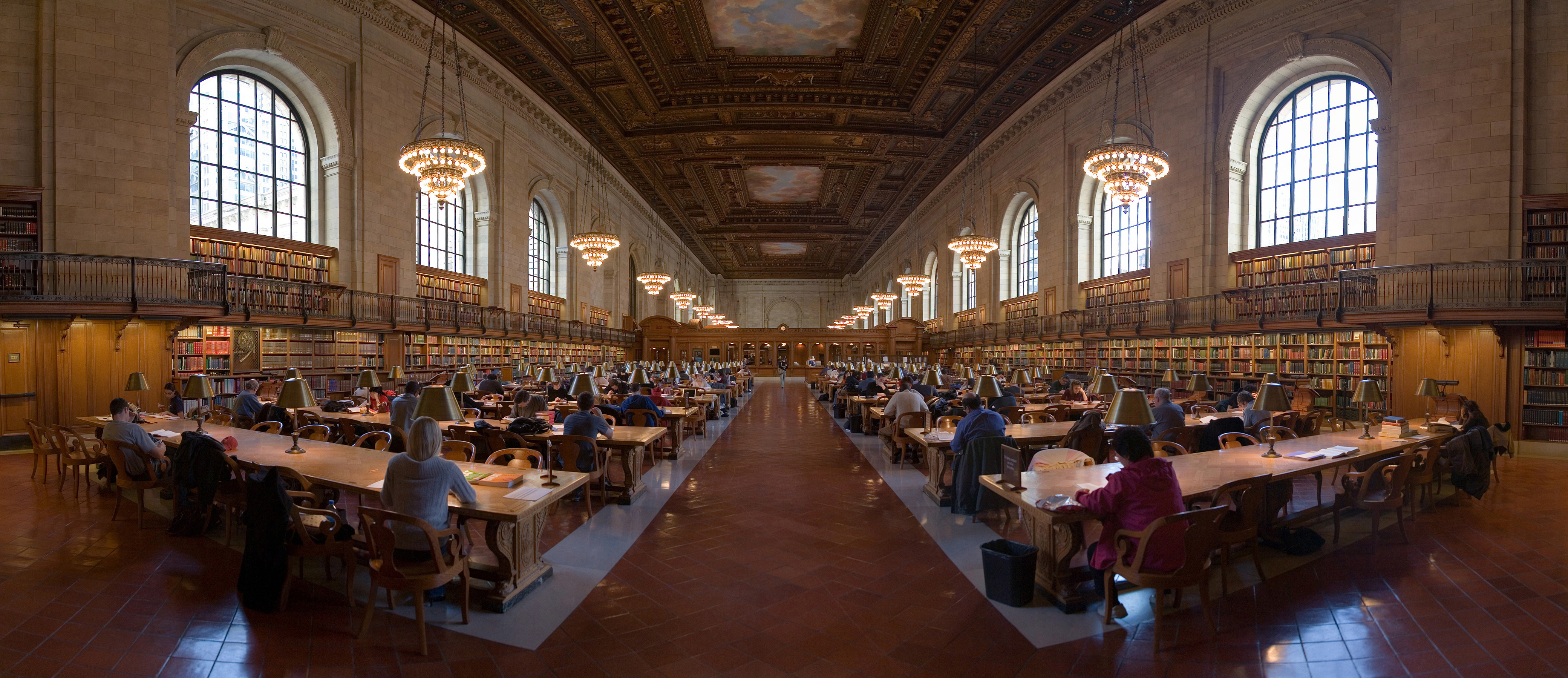
Phòng nghiên cứu tại Thư viện Công cộng New York, một ví dụ về nghiên cứu thứ cấp.

Để nghiên cứu đạt được kết quả đúng đắn, đáng tin cậy, nghiên cứu cần được thực hiện theo một quy trình khoa học. Tất nhiên số bước trong quy trình có thể phụ thuộc vào lĩnh vực khoa học và trình độ cũng như kinh nghiệm của nhà nghiên cứu. Tuy vậy, quy trình bao giờ cũng bao gồm các bước sau: 
- Quan sát và định hình: từ các quan sát ban đầu để phán đoán liệu có mối quan hệ giữa các nhân tố hay không, hoặc đọc các tài liệu để xem đã có ai trước đó đã nghiên cứu về vấn đề này hay chưa, họ còn chưa giải quyết được vấn đề gì. Cũng cần đọc kỹ người ta đã làm gì để tránh lặp lại nghiên cứu đã từng làm từ trước. Đồng thời đánh giá ban đầu nghiên cứu mình định làm có quan trọng hay không, có đóng góp gì hay không, có nên làm không, có khả thi không.
- Nêu giả thuyết (Hypothesis): đưa ra một phán đoán về quan hệ giữa hai hay nhiều biến số. Ví dụ: phán đoán rằng ăn nhiều đường sẽ sâu răng (2 biến số ở đây là lượng đường ăn một ngày và chất lượng của răng).
- Định nghĩa: mô tả chi tiết các khái niệm biến số, gắn với các khái niệm khác hiện có. Tìm và mô tả biến số đó sẽ được đo, đánh giá thế nào. Ví dụ: làm sao đo được lượng đường ăn một ngày của một người trung bình (phải định nghĩa thế nào là người trung bình, hoặc sẽ phải đo ở nhiều nhóm người khác nhau: già trẻ, gái trai, dân tộc, vùng miền).
- Thu thập dữ liệu: bao gồm xác định tổng thể và mẫu mình sẽ lấy ở tổng thể đó. Ví dụ: tổng thể ở đây là người Việt Nam, mẫu lấy sẽ là 100 ngưởi ở Hà Nội, 100 ở Sài Gòn. Thu thập thông tin sử dụng các công cụ nghiên cứu (ví dụ: bảng hỏi, phỏng vấn nhóm). Các công cụ phải tốt, chính xác, tin cậy nếu không nghiên cứu sẽ đưa ra kết luận sai lầm.
- Phân tích dữ liệu: tổng hợp dữ liệu, làm sạch, chia thành các nhóm khác nhau để rút ra kết luận. Ví dụ: tập hợp dữ liệu của 1000 lần quan sát tiêm thuốc lên chuột, chia các lần quan sát đó theo thời gian, theo cân nặng của chuột, theo giới tính, sức khỏe của chuột để rút ra kết luận liệu thuốc có tác dụng hay không, tác dụng lên nhóm chuột nào.
- Diễn giải dữ liệu: diễn giải thông qua bảng, hình ảnh, và sau đó mô tả bằng văn viết.
- Kiểm tra, sửa lại giải thuyết: sau các bước trên, có thể khẳng định giả thuyết là đúng, sai, hay cần sửa để rõ hơn.
- Kết luận, hướng nghiên cứu sau nếu cần.

Nhà nghiên cứu lâu năm, hoặc đứng đầu ngành, có thể làm bước 1 và 2 rất nhanh. Trong khi các nhà nghiên cứu trẻ cần phải làm bước 1 và 2 rất cẩn thận do họ chưa có hiểu biết nhiều về lĩnh vực định nghiên cứu.

## Công bố
Nghiên cứu khoa học thực thụ cần phải được công bố kết quả. Trước hết, nghiên cứu thường được tài trợ, vì vậy theo yêu cầu kết quả phải được công bố. Công bố cũng chứng tỏ mình là người đầu tiên nghiên cứu vấn đề này, coi như khẳng định bản quyền. Công bố cũng là thước đo để xác định nhà nghiên cứu có thực sự nghiên cứu hay không, có đáng được nhận lương hay không. Ở các nước, số bài công bố là thước đo đánh giá lên chức, về năng lực nghiên cứu của cá nhân và của cơ quan nghiên cứu, của trường đại học. Các trường danh tiếng trên thế giới đều là nơi có nhiều nghiên cứu được công bố trên các tạp chí nghiên cứu (tất nhiên là danh giá nhất). Các nghiên cứu trước khi được công bố chính thức đều phải được bình duyệt. Các nhà nghiên cứu độc lập khác sẽ thẩm định đánh giá lại xem nghiên cứu đúng, đáng tin cậy hay không.

## Phương pháp nghiên cứu cho sinh viên
Khác với nghiên cứu ở mức cao của các nhà nghiên cứu chuyên nghiệp, sinh viên (đại học và cao học) cũng phải tiến hành các nghiên cứu, dưới dạng các tiểu luận hoặc luận văn cuối khóa. Quy trình nghiên cứu khi đó hơi khác hơn so với quy trình nghiên cứu chính quy. Quy trình dựa rất nhiều vào việc tìm tại liệu trong thư viện hoặc thư viện điện tử. Quy trình bao gồm:
- Xác định vấn đề: đảm bảo hiểu được yêu cầu của nghiên cứu (hoặc đề bài tiểu luận), đọc các Từ điển, sách để hiểu được tổng quan chủ đề
- Lập kế hoạch: Xây dựng chiến lược từng bước phải làm gì. Bước đầu tiên phải tìm được danh sách tài liệu cần đọc (reading list).
- Tìm tài liệu: Tra trên thư viện và mượn các tài liệu. Tra cơ sở dữ liệu. Tập hợp và tóm tắt. Nhớ ghi lại nguồn lấy từ đâu để làm chú thích sau này.
- Phân tích dữ liệu tìm được: đưa ra các kết luận từ dữ liệu
- Viết một bản báo cáo
- Viết chú thích (nguồn các ý trong bài từ tài liệu nào)
- Kiểm tra đạo văn (nếu cần): nhiều trường trên thế giới cấm sinh viên copy y nguyên các câu trong các tài liệu đã công bố (ví dụ: từ tạp chí, sách). Sinh viên muốn sử dụng phải viết lại các câu theo ý của mình.